# Szklarnik leśny
Szklarnik leśny (Cordulegaster boltonii) – gatunek owada z rzędu ważek należący do podrzędu ważek różnoskrzydłych i rodziny szklarnikowatych (Cordulegastridae). Dorasta do 80 mm długości. Rozpiętość skrzydeł 100 mm. 
Występuje w północnej Afryce i w Europie (od Wielkiej Brytanii i Półwyspu Iberyjskiego po środkową Skandynawię i Ural) – przy dość szybko lub szybko płynących, nizinnych potokach i rzekach. W Polsce rzadki; występuje głównie w zachodniej i południowej części kraju (ale nie w wyższych partiach gór), stwierdzono go też na kilku stanowiskach na północy.
Rozwój larw trwa 4–5 lat, w płytkich wodach z piaszczystym dnem. Imagines latają od czerwca do sierpnia (września).
W Polsce gatunek ten objęty jest częściową ochroną gatunkową, a dawniej objęty był ochroną ścisłą. W Polskiej czerwonej księdze zwierząt Bezkręgowce, sklasyfikowany został w kategorii VU (narażony).